# Squirrel Bait
Gli Squirrel Bait sono stati un gruppo hardcore punk statunitense originario di Louisville nel Kentucky. Il gruppo era un quintetto composto da Brian McMahan (chitarra), David Grubbs (chitarra), Peter Searcy (voce), Ben Daughtrey (batteria) e Clark Johnson (basso).
Sebbene nella loro breve carriera abbiano pubblicato solo un EP, omonimo (1985), ed un album Skag Heaven (1987) sono considerati dalla critica musicale una tappa fondamentale nell'evoluzione dell'hardcore punk e della musica rock in generale.

## Stile
Il loro stile era influenzato da gruppi Hüsker Dü e Replacements che all'epoca univano l'hardcore punk ed il pop e a sua volta influenzerà il post-hardcore e l'emocore.

## Storia
Il gruppo nacque nel 1983 con il nome di Squirrelbait Youth, composto da tre amici di una scuola superiore, David Grubbs alla chitarra e voce, Clark Johnson al basso e Rich Schuler alla batteria.
Realizzarono due demo tape, il secondo con Peter Searcy alla voce e Britt Walford alla batteria.
Dopo alcuni concerti a Walford subentrò Ben Daughtrey mentre si affiancò Brian McMahan come seconda chitarra. Nei successivi concerti ebbero l'opportunità di aprire per Hüsker Dü e gruppi di Chicago come Naked Raygun e Big Black, che li raccomandarono alla loro etichetta, la Homestaad Records che li ingaggiò e con cui pubblicarono tutti i loro lavori.
Durante questo periodo, nel pieno del loro successo, si acuirono le tensioni tra i membri del gruppo sull'impronta artistica da dare. Questo portò all'inevitabile scioglimento avvenuto nel 1988.

### Dopo lo scioglimento (1988)

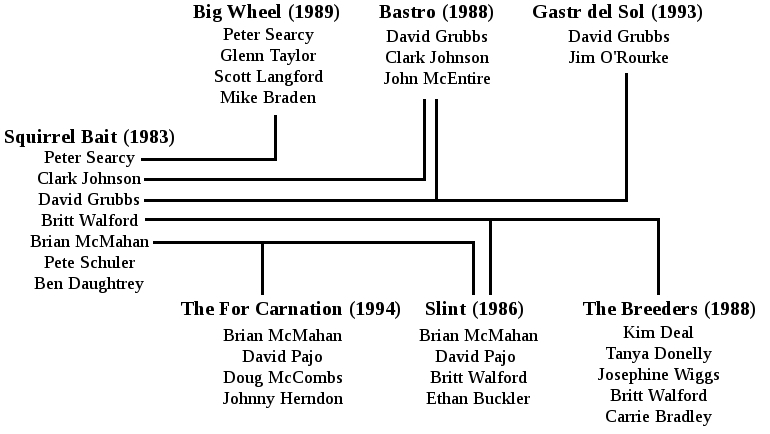
I gruppi che ebbero origine in seguito allo scioglimento degli Squirrel Bait

Dopo lo scioglimento del gruppo i componenti fonderanno alcuni tra i più importanti gruppi post rock:
- Brian McMahan fondò gli Slint e i For Carnation con David Pajo alla chitarra, Doug McCombs al basso e Johnny "Machine" Herndon, e suonò nei Palace Music.
- David Grubbs fondò i Bastro nel 1988, con il bassista Clark Johnson, e si unì ai Bitch Magnet nel 1989. In seguito dopo l'abbandono di Bundy K. Brown e John McEntire e l'arrivo di Jim O'Rourke i Bastro si evolsero nel progetto Gastr del Sol, nel 1993. *Peter Searcy fondò nel 1989 i Big Whell, con Glenn Taylor, Mike Braden e Scott Lankford, e poi suonò nei Starbilly, mentre Ben Daughtrey suonò con i The Lemonheads e successivamente con i Love Jones.

## Discografia

### Album in studio
- 1987 - Skag Heaven

### EP
- 1985 - Squirrel Bait

### Singoli
- 1986 - Kid Dynamite